# Sonic the Hedgehog 2
Sonic the Hedgehog 2 (ソニック・ザ・ヘッジホッグ2, Sonikku za Hejjihoggu Tsū) é um jogo eletrônico de plataforma desenvolvido pela Sega Technical Institute e publicado pela Sega para o Mega Drive. É o segundo jogo da série Sonic the Hedgehog para o referido console. Introduziu o amigo do protagonista, Miles "Tails" Prower, controlável por um segundo jogador. Na história, Sonic e Tails devem parar o antagonista da série, o Dr. Eggman, de roubar as Esmeraldas do Caos para alimentar sua estação espacial, o Death Egg.
O desenvolvimento começou em novembro de 1991. Sua equipe foi composta por japoneses e americanos, diferentemente do primeiro jogo da franquia, que foi produzida apenas por japoneses. O jogo foi dirigido por Masaharu Yoshii e produzido por Shinobu Toyoda. O design do jogo foi liderado por Hirokazu Yasuhara e a música foi composta por Masato Nakamura.
Sonic the Hedgehog 2 vendeu mais de seis milhões de cópias, tornando-se o segundo jogo mais vendido do Mega Drive, atrás apenas do primeiro jogo da franquia. É citado como um dos melhores jogos eletrônicos de todos os tempos, recebendo elogios por seu design de nível, visual e música, embora seu modo multijogador tenha sido criticado. Foi relançado em várias plataformas; uma versão remasterizada desenvolvida usando o Retro Engine foi lançada para iOS e Android em dezembro de 2013. Duas sequências diretas foram feitas: Sonic the Hedgehog 3 e Sonic & Knuckles, lançadas em 1994.

## Enredo
Enquanto viajava em seu Tornado, Sonic faz um pouso em West Side Island. Depois de alguns dias, ele percebe que está sendo seguido por uma raposa de duas caudas. Ele tenta fugir correndo, mas a raposa gira suas caudas como um helicóptero para alcançar o ouriço. Sonic se impressiona com sua habilidade, e a deixa se juntar a ele. A raposa se apresenta como Miles Prower, mais conhecido como Tails.
Alguns dias depois, Sonic e Tails ouvem uma explosão no centro da ilha. A grande floresta fora destruída e robôs cercavam a área. Sonic sabia o que era: o Dr. Eggman estava de volta, e resolveu usar o poder das Esmeraldas do Caos novamente, para propulsionar o Death Egg, uma estação espacial do tamanho de uma lua. Sonic e Tails partem para localizar as esmeraldas antes de Eggman.

## Jogabilidade

Sonic e Tails saltando sobre os pilares em Aquatic Ruin Zone.

Sonic the Hedgehog 2 é um jogo eletrônico de plataforma em 2D. O jogo é estrelado pelo personagem de mesmo nome e seu companheiro, Miles "Tails" Prower, uma raposa de duas caudas que não estava presente no primeiro jogo da franquia. O jogador controla Sonic enquanto Tails corre ao lado dele. Um segundo jogador pode entrar a qualquer momento e controlar o Tails separadamente. Na tela de opções, é possível o jogador alterar para apenas Sonic ou Tails. Na versão original do jogo, não há diferença na jogabilidade dos dois personagens, visto que ambos têm habilidades praticamente idênticas. Todavia, na versão mobile, Tails recebeu a habilidade de voo.
O jogo se passa em uma série de níveis, cada um dividido em um, dois ou três fases, com Robotnik sendo o chefe no final de cada última fase. Certos níveis têm recursos que são exclusivos, como por exemplo, "Emerald Hill" tem "loops" semelhantes a um saca-rolhas, e "Chemical Plant" tem botões de impulso que colocam Sonic instantaneamente em sua velocidade máxima. O personagem pode saltar sobre os inimigos para derrotá-los. O jogo também apresenta um novo movimento, o "spin dash" ou "Super Dash Attack", pelo qual o jogador se enrola em uma bola e gira enquanto está parado, resultando em um aumento de velocidade. Quando o jogador é atacado por um inimigo sem possuir anéis, é esmagado, cai fora da tela, afoga-se ou excede o limite tempo da fase, perde uma vida e retorna ao início da fase ou ao último ponto de verificação (checkpoint), não havendo mais vidas, é exibida a tela de game over.
Quando o jogador coleta pelo menos 50 anéis e passa por um checkpoint, ele pode ser transportado para uma fase especial. Nesse local, o jogador percorre um caminho no formato de halfpipe pseudo-3D, coletando anéis e evitando bombas. Uma determinada quantidade de anéis deve ser coletada para passar por cada um dos três pontos de verificação e, por sua vez, para obter a própria esmeralda. Se Sonic colidir com uma bomba, ele perde dez anéis e é imobilizado momentaneamente. As fases aumentam em dificuldade, e o jogador não pode entrar em nenhuma fase sem passar pela anterior. Depois de terminar, o jogador é transportado de volta para o posto de estrela que usou para entrar no estágio especial, com sua contagem de toques zerada. Quando todas as esmeraldas forem coletadas, Sonic pode se transformar em Super Sonic, depois de coletar 50 anéis e saltar. Super Sonic é invencível a ataques, tem mais velocidade e maior alcance em seus saltos, no entanto, ele perde um anel por segundo e volta ao Sonic normal após seus anéis se esgotarem.
O jogo também possui um modo competitivo, onde dois jogadores competem entre si até a linha de chegada, usando Sonic ou Tails, em uma corrida em tela dividida por três dos níveis regulares e uma fase especial. Depois que um jogador termina um dos níveis regulares, o outro jogador deve terminar a zona em 60 segundos, ou o nível termina instantaneamente. Nos níveis regulares, os jogadores são classificados em cinco áreas (pontuação, tempo, anéis mantidos no final do nível, total de anéis coletados e o número de caixas de itens quebradas). O jogador com o maior número de vitórias em categorias vence o nível. Na Etapa Especial, os jogadores competem para obter o maior número de anéis. O modo termina quando todas as etapas forem concluídas, ou se um jogador perder todas as suas vidas, em que seu oponente vencerá automaticamente.

### Knuckles the EchidnaemSonic the Hedgehog 2
Sonic & Knuckles foi lançado em 1994, dois anos depois de Sonic 2. Nesse jogo foi introduzido o personagem Knuckles the Echidna, que também está presente no jogo Sonic the Hedgehog 3, mas como personagem não jogável. O cartucho de jogo Sonic & Knuckles possui uma porta especial "lock-on" na qual o jogador pode inserir outros cartuchos Genesis. Ao anexar o cartucho de Sonic 2, Knuckles the Echidna é desbloqueado, permitindo o jogador escolhê-lo no Sonic the Hedgehog 2.
Além de possuir praticamente os mesmos movimentos do Sonic, Knuckles também possui algumas habilidades próprias, como a capacidade de planar e escalar paredes, permitindo a ele acesso a áreas antes inacessíveis para Sonic ou Tails. No entanto, ele não pode pular tão alto, tornando algumas partes do jogo, como certas lutas de chefes, mais difíceis. Além disso, Knuckles recomeça com a quantidade de anéis que ele coletou nos pontos de verificação (se ele perder uma vida), as opções estão indisponíveis, os estágios especiais têm um pouco menos de anéis necessários para coletar do que antes (por exemplo, dez anéis a menos do que no especial fases com Sonic e Tails), e o modo de dois jogadores é removido. Na versão remasterizada de 2013, Knuckles aparece como personagem jogável desde o início.

## Desenvolvimento

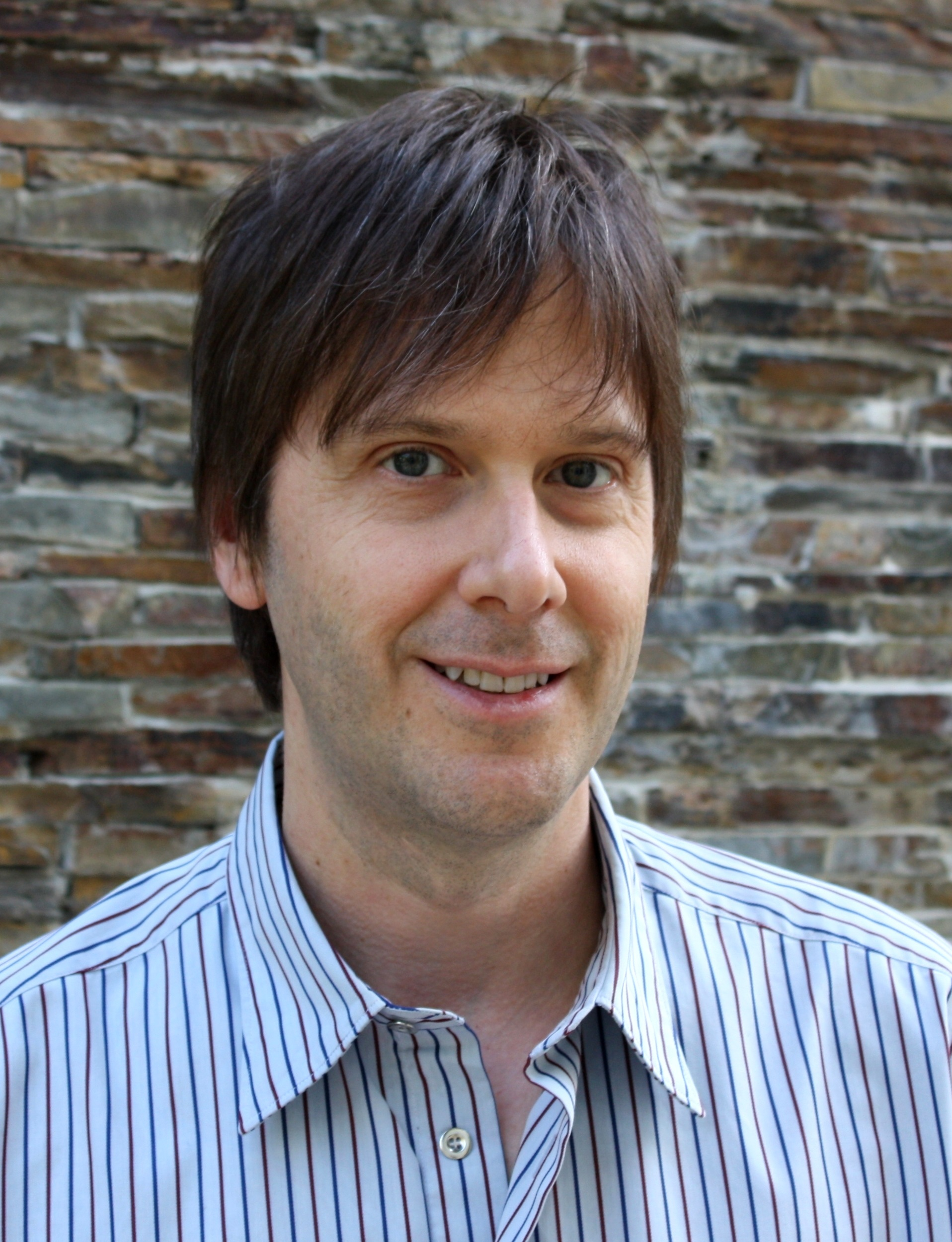
Inicialmente, a Sega não deu ao programador Mark Cerny "luz verde" para criar o projeto Sonic the Hedgehog 2

Após o lançamento do primeiro jogo, Sonic the Hedgehog, em 1991, o criador, Yuji Naka, deixou a Sega devido a divergências sobre a política corporativa. Mark Cerny, que havia fundado o estúdio Sega Technical Institute (STI), na Califórnia, encontrou-se com Naka no Japão e ofereceu-lhe um salário mais alto e maior liberdade de criação se ele se juntasse a STI. Naka concordou com a proposta, depois disso, Hirokazu Yasuhara, o designer-chefe de níveis de Sonic the Hedgehog, também decidiu se mudar para o estúdio STI. Yasuhara havia sido designado para ajudar Cerny fundar o STI em 1990, mas a eclosão da Guerra do Golfo atrasou sua mudança para os Estados Unidos por três meses, durante os quais ele se juntou à equipe de Sonic e tornou-se parte do projeto original do jogo.
O desenvolvimento do segundo jogo de Sonic começou em novembro de 1991, dois meses depois do que Cerny pretendia, pois a divisão americana da Sega inicialmente sentiu que era muito cedo para uma sequência. A produção do jogo se difere do primeiro jogo da franquia porque tanto desenvolvedores americanos quanto a japoneses contribuíram no desenvolvimento do jogo no estúdio STI, enquanto o primeiro foi feito integralmente por uma equipe japonesa. Um dos membro da equipe de desenvolvimento, Tim Skelly, relembrou as dificuldades: "Todos ligados ao Sonic 2 trabalharam para Yuji Naka. Acho que Naka teria ficado muito mais feliz se trabalhasse com uma equipe totalmente japonesa, mas só por causa da barreira do idioma e de algumas diferenças culturais. Imagine como você se sentiria naquele momento se estivesse criando uma revista em quadrinhos do Superman e recebesse um mangá para fazer a arte. As diferenças não eram tão extremas assim, mas você entendeu onde quero chegar".
Neste jogo, também houve a introdução do personagem Tails, uma raposa voadora de duas caudas, inspirada no folclore japonês sobre o kitsune e criada pelo artista nivelado Yasushi Yamaguchi. A Sega of America se opôs ao nome do personagem, Miles Prower (um trocadilho com "milhas por hora"), então ele recebeu o apelido de Tails.

### Música
Assim como o Sonic original, a música foi composta por Masato Nakamura, baixista e compositor da banda de J-pop Dreams Come True. Nakamura começou a compor no início do desenvolvimento apenas com imagens conceituais para referência, tendo uma abordagem semelhante ao seu método para o primeiro Sonic. Nakamura tratou Sonic the Hedgehog 2 como um filme e fez a música em torno da atmosfera que sentiu nas imagens dos estágios. Com exceção de gráficos e algumas discussões com a Sonic Team, Nakamura teve liberdade, que ele acredita ter sido a razão pela qual ele foi capaz de criar "tais sons melódicos e padrões de ritmo incomuns". Nakamura criou a música enquanto gravava com a Dreams Come True em Londres, trabalhando em seu quinto álbum de estúdio, The Swinging Star. Como um presente para a Sonic Team, Masato produziu uma versão alternativa do tema final com a Dreams Come True, incluída no álbum.
Em 2011, a música dos estágios Chemical Plant e Casino Night Zone foram remixadas pela Sega para serem usadas em Sonic Generations. Em outubro daquele ano, uma compilação de três discos com as músicas de Sonic the Hedgehog e Sonic the Hedgehog 2 foi lançada no Japão. A compilação inclui comentários de Naka e uma entrevista com Nakamura. O primeiro disco contém faixas originais de ambos os jogos, e o segundo contém as gravações demo de Nakamura produzidas durante o desenvolvimento dos jogos. O terceiro disco contém "Sweet Sweet Sweet" da Dreams Come True, uma versão em inglês de "Sweet Dream" e remixes de 2006 de ambas as canções, do cantor Akon, usados em Sonic the Hedgehog (2006).

### Conteúdo removido
Sonic 2 foi planejado para apresentar viagem no tempo; este conceito se tornou a base de um jogo separado, Sonic CD. No início de 1992, o cartucho de um protótipo de Sonic 2 foi roubado em uma feira de brinquedos em Nova York; o roubo foi atribuído à falta de segurança. Em 1999, os dados desse protótipo foram redescobertos por um fã em um site chinês, com seções jogáveis de dois estágios removidos da versão final: Wood Zone e Hidden Palace Zone. Ele também contém um slot de nível não utilizado, "Genocide City".
Hidden Palace Zone foi planejado como um estágio secreto acessado pela coleta de Esmeraldas do Caos. De acordo com Naka, a fase explicaria de onde as Esmeraldas do Caos vieram e concederia a Sonic seus poderes de Super Sonic. Porém, foi removida por falta de tempo e espaço no cartucho, e uma versão diferente foi usada em Sonic & Knuckles. O porte remasterizado para iOS de 2013 inclui uma Hidden Palace Zone redesenhada como um estágio opcional. Durante o desenvolvimento, a Sega lançou imagens de maquete de uma fase removida com um tema de deserto. O terceiro ato da Metropolis Zone usa um layout originalmente projetado para um estágio não utilizado.

## Lançamento

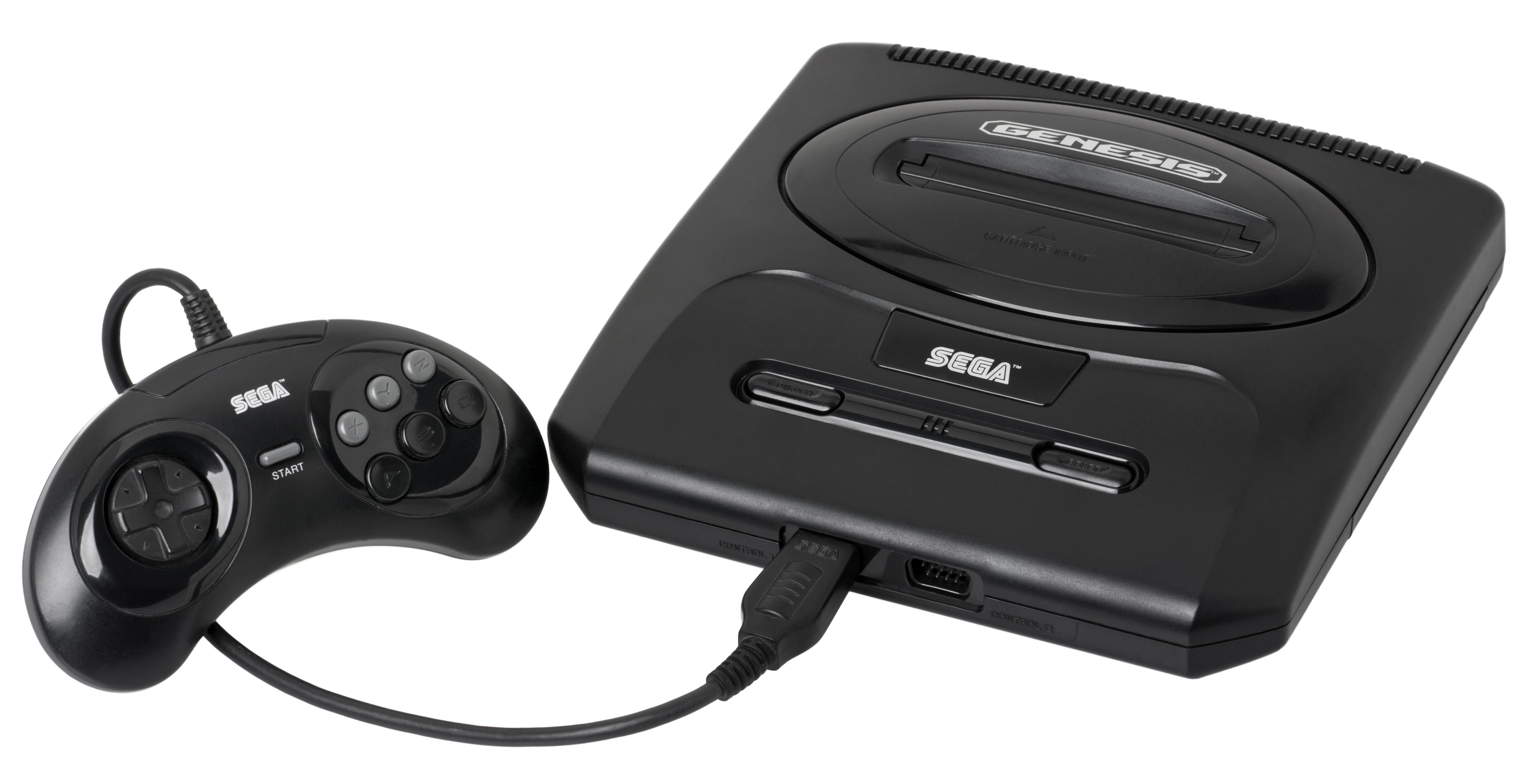
Sonic the Hedgehog 2 foi lançado para o Mega Drive em novembro de 1992, com uma campanha publicitária de dez milhões de dólares.

A Sega lançou uma campanha publicitária de dez milhões de dólares para Sonic the Hedgehog 2. A Sega buscou uma data de lançamento global para disponibilizar o jogo em todas as lojas no mesmo dia, um conceito inédito na época. Isso exigiu que a Sega reconfigurasse seu sistema de distribuição para garantir que os jogos estivessem disponíveis em todas as lojas principais. A data de lançamento na América do Norte e Europa, terça-feira, 24 de novembro de 1992, foi comercializada como "Sonic 2s day", um trocadilho com a palavra "Tuesday". No Japão, foi lançado em 21 de novembro de 1992.

### Versão 8-bit
Uma versão separada de Sonic the Hedgehog 2 foi desenvolvida pela Aspect e lançada para os consoles 8-bits Master System e Game Gear. Tem diferentes designs de fases e um enredo diferente, no qual Tails é sequestrado e Sonic deve resgatá-lo.

### Relançamentos em compilações
O jogo foi relançado em compilações, incluindo Sonic Compilation (1995) para Mega Drive; Sonic Jam (1997) para Sega Saturn; Sonic Mega Collection (2002) para Nintendo GameCube; Sonic Mega Collection Plus (2004) para PlayStation 2, Xbox, e PC; Sega Genesis Collection (2006) para PlayStation 2 e PlayStation Portable; Sonic's Ultimate Genesis Collection (2009) para Xbox 360 e PlayStation 3; e Sonic Classic Collection (2010) para Nintendo DS.

### Versão remasterizada de 2013
Um remaster foi lançado para iOS, Android e Windows Phone em 12 de dezembro de 2013. Foi desenvolvido do zero por Christian "Taxman" Whitehead e Simon "Stealth" Thomley da Headcannon usando a Retro Engine, anteriormente usada no remaster de 2011 de Sonic CD. Esta versão adiciona melhorias, como gráficos widescreen, Knuckles como personagem jogável, modos de ataque de chefe e tempo, multijogador online, fases multijogador adicionais, habilidades de vôo e natação de Tails de Sonic the Hedgehog 3, a anteriormente inédita Hidden Palace Zone, e uma cena pós-créditos que retrata o Death Egg aterrissando em Angel Island. Shaun Musgrave da TouchArcade declarou que esta é a "versão definitiva" do jogo. A versão para iOS foi atualizada em 2016, adicionando compatibilidade para Apple TV.

### Portsdigitais
Sonic the Hedgehog 2 foi disponibilizado para download no serviço Virtual Console do Wii em 11 de janeiro de 2007, na PlayStation Network para PlayStation 3 em 19 de abril 2011, e para Xbox 360 via Xbox Live Arcade, o último recebendo aprimoramentos como tabelas de classificação online, conquistas e jogabilidade online. Também existem várias versões de para celulares, incluindo a versão de iOS. O jogo foi lançado como parte da linha 3D Classics para Nintendo 3DS no Japão em 22 de julho de 2015, com lançamento na América do Norte e Europa inicialmente previsto para setembro de 2015, antes de ser adiado para 8 de outubro. Esta versão do jogo foi aprimorada usando a tecnologia 3D estereoscópica do 3DS. Em 2018, a Sega anunciou que um port exclusivo para Nintendo Switch seria lançado como parte da linha Sega Ages. Ele inclui a maioria dos recursos adicionados à versão de 3DS e adiciona a opção de usar a habilidade Drop Dash do Sonic em Sonic Mania e um modo de time attack, além do jogo lock-on Knuckles in Sonic 2.

## Recepção
Em geral, Sonic the Hedgehog 2 foi aclamado pela crítica, acumulando uma pontuação agregada de 88% no GameRankings, com base em oito análises. Na revista GamePro, foram elogiadas as melhorias na jogabilidade, também comentando que "É difícil seguir um clássico, mas Sonic the Hedgehog 2 ganha as melhores honras", avaliando-o com nota 4,5 de 5 para som, e nota máxima para todas as outras categorias (gráficos, controle e fator de diversão). Lucas Thomas do site IGN proclamou que o jogo "ofereceu mais de tudo. Mais personagens, mais níveis. Mais música, movimentos e vilões para vencer", e que o novo spin dash "aumentou a velocidade do jogo, uma vez que Sonic não precisava mais de um longo trecho de reta para atingir a sua velocidade impressionante."
Nas versões para outros consoles, a avaliação também foi positiva. Ellie Gibson, do site Eurogamer, analisando a versão do Xbox Live Arcade, escreveu que "SEGA foi sensata o suficiente para deixar as coisas como estão. Todos os níveis originais estão presentes e corretos. Eles estão tão expansivos e emocionantes como sempre. A velocidade do jogo ainda tem o poder de emocionar enquanto você envia Sonic ampliando, girando e saltando em todas as direções." Frank Provo, do site GameSpot, em sua avaliação para a versão para Wii, escreveu "Jogue e você entenderá por que ajudou a vender uma tonelada de consoles Genesis naquela época. É um jogo de plataformas divertido e faz tudo que uma sequência deve fazer. Resolve muitas das deficiências do primeiro jogo e incorpora uma série de pequenas atualizações que, cumulativamente, resultam em uma experiência nova." Na análise da versão do jogo convertida para Nintendo Switch, Allen, do site Darkstation, comentou que "Sonic The Hedgehog 2 continua a ser pura magia e não importa quantas vezes seja portado para a novidade mais quente, a experiência nunca será diluída".
Os principais objetos de crítica foram o modo de dois jogadores e a adição de Tails; os revisores não gostaram da distorção da imagem causada pelos gráficos comprimidos e trêmulos, e Tails foi considerado "inútil" e "irritante" devido à sua interferência em batalhas com Robotnik. Por outro lado, o site GamePro descreveu Tails como "o companheiro mais fofo que qualquer fã de Sonic poderia pedir" e disse que o maior problema do jogo é que é muito fácil, a ponto de jogadores não qualificados passarem rapidamente por ele. No entanto, o revisor notou que encontrar os segredos de cada estágio fornece ao jogo desafio e longevidade.
Os críticos elogiaram o nível de design e os gráficos. A revista GamePro avaliou que "os gráficos são realmente melhores do que os originais. A rica variedade de cenários, sprites um pouco maiores e atitude extra ajudam o corajoso ouriço a pintar a magia do videogame". Gibson chamou a variação nos ambientes do jogo de "impressionante", e Andy Eddy, do site TeamXbox, descreveu os gráficos como "brilhantes" e "coloridos". Apesar da redução do número de atos por nível para dois em relação aos três do primeiro jogo, os próprios níveis foram considerados maiores e mais memoráveis. Provo destacou que "a Sega criou novos planos de fundo no mesmo estilo colorido do primeiro jogo, depois os aprimorou com destaques animados, como flores dançantes e lagos cintilantes." No entanto, as fases posteriores foram consideradas difíceis e complexas.
As opiniões sobre as fases especiais foram divididas. Gibson descreveu o visual desses estágios como "terrivelmente em blocos", e David Craddock do IGN sentiu que a inclusão de Tails em tais fases foi "prejudicial na melhor das hipóteses, já que ele está sempre colidindo com bombas, fazendo com que o jogador perca anéis valiosos." No entanto, os críticos que avaliaram positivamente as fases especiais aprovaram os efeitos visuais. Nesse sentido, a revista GamePro citou que "Teoricamente, o Genesis não é capaz de escalar, mas as rodadas de bônus do Sonic vão fazer você se perguntar!"
No Metacritic, os relançamentos também tiveram avaliação positiva dos usuários. Thomas escreveu que a versão do Virtual Console era "fácil de entender". Gibson elogiou o baixo preço da versão Xbox Live Arcade e o modo online: "Apenas GBP 4,25 proporcionam horas de diversão. Não milhões de horas, porque os jogos eram mais curtos naquela época." Craddock proclamou que "Sonic the Hedgehog 2 é não apenas um dos melhores jogos disponíveis na memorável máquina de 16 bits da Sega, mas também uma adição valiosa a qualquer biblioteca XBLA." Já a versão para iOS foi recebida com críticas medianas, embora tenha alcançado uma pontuação alta entre os usuários no Metacritic; tais críticas foram direcionadas principalmente à qualidade da versão e pela falta da opção multijogador.
Electronic Gaming Monthly elegeu Sonic the Hedgehog 2 como o melhor jogo de Sega Genesis de 1992, e o número 71 em sua lista de 1997 dos melhores videogames de todos os tempos. Enquanto eles disseram que Sonic CD (classificado em número 17) era inquestionavelmente melhor, eles defenderam o modo multiplayer, argumentando que "Embora pareça um pouco achatado, as corridas contra são muito divertidas." A revista Mega colocou o jogo em 36º lugar em sua lista de "Melhores Jogos Sega Mega Drive de Todos os Tempos". Em 2000, a Game Informer classificou Sonic 2 em 61º lugar em sua lista dos "100 melhores jogos de todos os tempos", chamando-o de "o título Sonic the Hedgehog mais desafiador e bem polido". Em 2010, Sonic the Hedgehog 2 ficou em primeiro lugar nos resultados de uma pesquisa conduzida pela Official Nintendo Magazine para determinar o jogo favorito dos fãs na série. Em 2011, a GameZone nomeou Sonic the Hedgehog 2 como o segundo melhor título da série (atrás de Sonic the Hedgehog 3). Em 2017, GamesRadar+ colocou Sonic the Hedgehog 2 como o melhor título do Sonic de todos os tempos e o segundo melhor título Genesis de todos os tempos.

### Vendas
Na primeira semana de lançamento, foram vendidas 400.000 cópias do jogo, chegando a marca de 6 milhões de vendas durante a era do Mega Drive, tornando-se o segundo jogo do console mais vendido (depois do Sonic the Hedgehog original). A versão digital do Xbox Live Arcade alcançou a marca de 509.805 unidades no Xbox 360, em 2011. A versão do jogo para a plataforma Android, até o ano de 2020, tem mais de 10 milhões de instalações.

## Legado
O sucesso de Sonic 2 foi um fator importante para a Sega alcançar a Nintendo nas guerras de consoles no início da década de 1990. Ele aumentou sua participação no mercado para quarenta por cento em seis meses de seu lançamento. Tails, que foi apresentado pela primeira vez em Sonic the Hedgehog 2, passou a se tornar um dos personagens mais proeminentes da série, aparecendo como ajudante de Sonic na maioria da mídia Sonic, incluindo em jogos posteriores como Sonic Colors, Sonic Generations, e Sonic Lost World. A popularidade de Sonic the Hedgehog 2 estendeu-se a vários produtos, como a história em quadrinhos Sonic the Comic, uma série de televisão, e uma sequência, Sonic the Hedgehog 3, que recebeu aclamação semelhante.
Para o vigésimo aniversário de Sonic, a Sega lançou Sonic Generations, que refez aspectos de vários jogos anteriores da franquia. As versões para PlayStation 3, Xbox 360 e PC continham um nível refeito de "Chemical Plant". Ele também contém um remake do chefe final, o Death Egg Robot. Separadamente, a versão de Nintendo 3DS do jogo continha um remake do estágio "Casino Night". Um minijogo de pinball com o tema deste estágio foi disponibilizado para download como um bônus de pré-encomenda para as versões de console na GameStop. Versões refeitas de Chemical Plant e Oil Ocean também aparecem em Sonic Mania (2017).
Em 2008, um remake não oficial de alta definição intitulado Sonic the Hedgehog 2 HD foi anunciado , que incluía membros de desenvolvimento que mais tarde trabalhariam em Sonic Mania. Em 2012, foi relatado que um potencial keylogger fora incluído com uma versão alfa do jogo, o que levou ao encerramento do projeto devido à polêmica. Em 2014, o projeto foi reiniciado com uma nova equipe de desenvolvimento. A versão final está planejada para apresentar fases adicionais e a opção de jogar níveis como Knuckles the Echidna. O ator Ben Schwartz, que deu voz ao Sonic na adaptação cinematográfica de 2020, disse que Sonic 2 é seu jogo favorito da franquia.